# No Line on the Horizon
No Line on the Horizon (с англ. — «Нет линии горизонта») — двенадцатый студийный альбом ирландской рок-группы U2, выпущенный 27 февраля 2009 года в Ирландии, 2 марта в Европе и 3 марта в США. Альбом назван по одноимённой 1-й песне. Через неделю после выпуска альбом возглавил UK Album Chart, став десятым чарт-топпером группы в Великобритании: по этому показателю U2 уступают теперь только The Beatles (15) и Элвису Пресли (11). К середине марта 2009 года альбом возглавил в общей сложности хит-парады 33 стран мира.

## Об альбоме
Как сообщили в июле 2006 года, U2 записывают вместе с Риком Рубином новый альбом, но не известно, на какой стадии находится производство. По словам Боно, есть 24 песни с последних сессий, и 11 из них группа взяла для последующих записей. 12 сентября на официальном сайте группы сообщили, что группа работает над новым альбомом в Abbey Road Studios.
Боно намекнул, что новый материал будет перерождением саунда U2: «Мы продолжим быть группой, но, может, року придется идти дальше, может, рок должен стать намного тяжелее. Как бы то ни было, он не останется таким, какой он сейчас есть». В декабре 2006 в интервью журналу Q Эдж заявил, что новый альбом будет очень мелодичным. Также Боно, как передает журнал Rolling Stone, заявил: «Мы достигли конца того, где мы были последних два альбома. Я хочу подняться на новый уровень».
Боно сообщил, что ранее в 2007 году группа побывала в Марокко и посетила фестиваль религиозной музыки. Там же были записаны демонстрационные треки, над которыми коллектив продолжает работать и сейчас, находясь на юге Франции. Также певец добавил, что некоторые новые песни U2 окажутся вполне уместными на танцполе, а в других будут звучать очень жёсткие гитарные партии.
«Материал не похож на что-либо из того, что мы делали ранее. Эти песни вообще ни на что не похожи», — добавил Боно.
Предполагалось, что в новый альбом войдут композиции «Get on Your Boots», «For Your Love», «Breathe», «No Line on the Horizon» и 8-минутная «Moment of Surrender». Продюсерами являются Брайан Ино и Даниель Лануа.
В августе 2008 года, карауливший под окнами Боно фанат из Нидерландов сумел записать четыре композиции на мобильный телефон и выложить их на портале YouTube, а в середине февраля 2009 года новый альбом стал доступен для скачивания в Интернете. Это произошло после того, как компания Universal Music Australia выложила композиции на сайте своего интернет-магазина. В течение короткого времени все желающие могли приобрести альбом за 19,80 долларов. Несмотря на то, что ошибка была устранена через два часа, поклонники легендарного коллектива успели растиражировать пластинку в Интернете.
No Line on the Horizon выпущен в 5 вариантах:
1. CD в стандартном корпусе с 24-страничным буклетом;
2. LP — ограниченное издание с 2 чёрными виниловыми дисками в конверте с выкидной вклейкой и 16-страничным буклетом;
3. Digipak — ограниченное издание с альбомом на CD, 36-страничным цветным буклетом и свёрнутым плакатом. Включает доступ к загрузке фильма Антона Корбейна Linear;
4. Журнальный формат — ограниченное издание с альбомом на CD и 60-страничным журналом. Включает доступ к загрузке фильма Антона Корбейна Linear;
5. Коробочный формат — ограниченное издание в заказной коробке, содержащей альбом на CD в формате digipak, DVD с фильмом Антона Корбейна Linear, 64-страничной книгой в твёрдом переплёте и свёрнутый плакат.

No Line on the Horizon был в целом высоко оценен музыкальной критикой, набрав 72 балла (из 100) в классификации metacritic.com. Наивысшие оценки он получил от журналов Rolling Stone, Blender и Q; критичную оценку — от Time, The Village Voice, Pitchfork Media.

## Релиз и промо

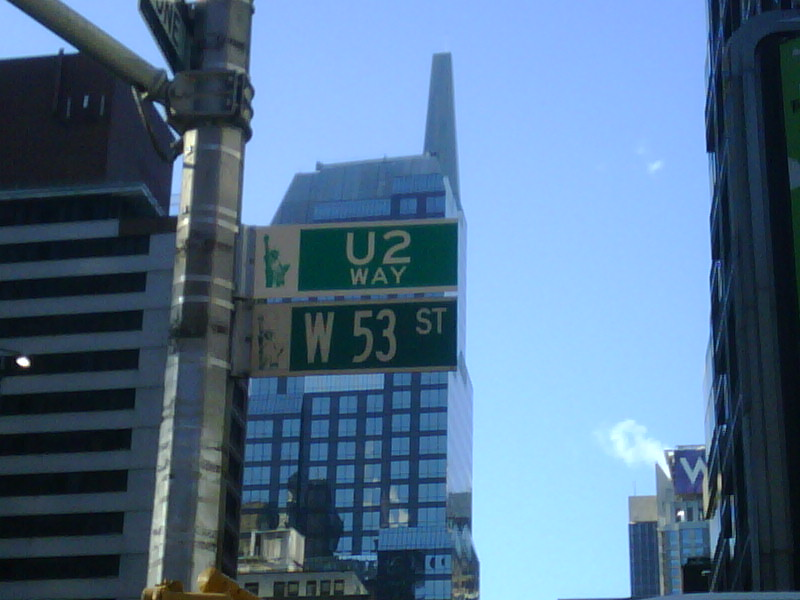
Дорожный знак с надписью «Путь U2» добавлен на 53-й улице в Манхэттене во время продвижения альбома.

С 9 по 11 марта группа участвовала в «U2 3 Nights Live», ряде интервью на радио и выступлений, которые транслировались по всей Северной Америке, а также в прямом эфире на U2.com.
С 11 по 17 февраля 2009 года, U2.com состоялась акция, где 4 000 фанатов могли выиграть 7-дюймовый сингл коллекционное издание бокс-сет, который содержал все четыре сингла с No Line on the Horizon. Альтернативная версия заглавной композиции, «No Line on the Horizon 2», дебютировала на RTÉ 2XM 12 февраля 2009 года; впоследствии она была использована в качестве би-сайда для первого сингла, «Get on Your Boots». Полный альбом начал распространяться на странице группы на MySpace 20 февраля 2009 года и на U2.com спустя несколько дней.

## Отзывы критиков
Сергей Степанов («Афиша Daily») назвал No Line on the Horizon самым раздутым и расфокусированным альбомом в истории U2, выделив, тем не менее, треки «Magnificient» и «Moment of Surrender».

## Список композиций
| №                   | Название                                    | Текст песни         | Музыка                                       | Продюсер                           | Длительность |
| ------------------- | ------------------------------------------- | ------------------- | -------------------------------------------- | ---------------------------------- | ------------ |
| 1.                  | «No Line on the Horizon»                    | Боно                | U2, Брайан Ино, Даниэль Лануа                | Ино, Лануа, Стив Лиллиуайт         | 4:12         |
| 2.                  | «Magnificent»                               | Боно и Эдж          | U2, Ино, Лануа                               | Ино, Лануа, Лиллиуайт              | 5:24         |
| 3.                  | «Moment of Surrender»                       | Боно                | U2, Ино, Лануа                               | Ино, Лануа                         | 7:24         |
| 4.                  | «Unknown Caller»                            | U2, Ино, Лануа      | U2, Ино, Лануа                               | Ино, Лануа, Лиллиуайт              | 6:03         |
| 5.                  | «I'll Go Crazy If I Don't Go Crazy Tonight» | Боно                | U2                                           | Лиллуайт, will.i.am, Деклан Гэффни | 4:14         |
| 6.                  | «Get on Your Boots»                         | Боно                | U2                                           | Ино, Лануа, Гэффни                 | 3:25         |
| 7.                  | «Stand Up Comedy»                           | Боно                | U2                                           | Ино, Лануа, Лиллиуайт              | 3:50         |
| 8.                  | «Fez — Being Born»                          | Bono                | U2, Ино, Лануа                               | Ино, Лануа                         | 5:17         |
| 9.                  | «White as Snow»                             | U2, Ино, Лануа      | Traditional; arr. by U2, with Eno and Lanois | Ино, Лануа                         | 4:41         |
| 10.                 | «Breathe»                                   | Боно                | U2                                           | Лиллуайт                           | 5:00         |
| 11.                 | «Cedars of Lebanon»                         | Боно                | U2, Ино, Лануа                               | Лануа                              | 4:13         |
| Общая длительность: | Общая длительность:                         | Общая длительность: | Общая длительность:                          | Общая длительность:                | 53:43        |

| №                   | Название                   | Текст песни         | Музыка              | Producer            | Длительность |
| ------------------- | -------------------------- | ------------------- | ------------------- | ------------------- | ------------ |
| 12.                 | «No Line on the Horizon 2» | Боно                | U2, Ино, Лануа      | U2                  | 4:07         |
| Общая длительность: | Общая длительность:        | Общая длительность: | Общая длительность: | Общая длительность: | 57:50        |

| №                   | Название                             | Текст песни         | Музыка              | Producer            | Длительность |
| ------------------- | ------------------------------------ | ------------------- | ------------------- | ------------------- | ------------ |
| 13.                 | «Get on Your Boots» (Crookers remix) | Боно                | U2                  | Ино, Лануа, Gaffney | 4:27         |
| Общая длительность: | Общая длительность:                  | Общая длительность: | Общая длительность: | Общая длительность: | 62:17        |

## Чарты
| Чарт (2009)                            | Высшая позиция |
| -------------------------------------- | -------------- |
| Argentine Albums (CAPIF)               | 1              |
| Австралия (ARIA)                       | 1              |
| Австрия (Ö3 Austria)                   | 1              |
| Бельгия/Фландрия (Ultratop)            | 1              |
| Бельгия/Валлония (Ultratop)            | 1              |
| Канада (Canadian Albums Chart)         | 1              |
| Croatian Albums (HDU)                  | 1              |
| Дания (Hitlisten)                      | 1              |
| Нидерланды (Album Top 100)             | 1              |
| European Albums (Billboard)            | 1              |
| Финляндия (Suomen virallinen lista)    | 1              |
| Франция (SNEP)                         | 1              |
| Германия (Offizielle Top 100)          | 1              |
| Greek Albums (IFPI)                    | 1              |
| Венгрия (MAHASZ)                       | 1              |
| Ирландия (IRMA)                        | 1              |
| Италия (Classifica album)              | 1              |
| Japanese Albums (Oricon)               | 4              |
| Mexican Albums (Top 100 Mexico)        | 1              |
| Новая Зеландия (RMNZ)                  | 1              |
| Норвегия (VG-lista)                    | 1              |
| Польша (ZPAV)                          | 1              |
| Португалия (AFP)                       | 1              |
| Шотландия (Scottish Albums Chart)      | 1              |
| Испания (PROMUSICAE)                   | 1              |
| Швеция (Sverigetopplistan)             | 2              |
| Швейцария (Schweizer Hitparade)        | 1              |
| Великобритания (UK Albums Chart)       | 1              |
| США (Billboard 200)                    | 1              |
| США (Billboard Top Alternative Albums) | 1              |
| США (Billboard Top Rock Albums)        | 1              |
| США (Billboard Top Tastemaker Albums)  | 1              |

| Чарт (2009)                                       | Позиция |
| ------------------------------------------------- | ------- |
| Australian Albums (ARIA)                          | 33      |
| Austrian Albums (Ö3 Austria)                      | 15      |
| Belgian Albums (Utratop Flanders)                 | 5       |
| Belgian Alternative Albums (Ultratop Flanders)    | 3       |
| Belgian Albums (Ultratop Wallonia)                | 5       |
| Canadian Albums (Billboard)                       | 18      |
| Danish Albums (Hitlisten)                         | 9       |
| Dutch Albums (Album Top 100)                      | 4       |
| European Albums (Billboard)                       | 5       |
| Finnish Albums (Suomen virallinen lista)          | 6       |
| French Albums (SNEP)                              | 7       |
| German Albums (Offizielle Top 100)                | 12      |
| Hungarian Albums (MAHASZ)                         | 11      |
| Irish Albums (IRMA)                               | 7       |
| Italian Albums (FIMI)                             | 5       |
| Japanese Albums (Oricon)                          | 92      |
| Mexican Albums (Top 100 Mexico)                   | 15      |
| New Zealand Albums (RMNZ)                         | 27      |
| Polish Albums (ZPAV)                              | 5       |
| Spanish Albums (PROMUSICAE)                       | 7       |
| Swedish Albums (Sverigetopplistan)                | 10      |
| Swedish Albums & Compilations (Sverigetopplistan) | 13      |
| Swiss Albums (Schweizer Hitparade)                | 5       |
| UK Albums (OCC)                                   | 34      |
| US Alternative Albums (Billboard)                 | 4       |
| US Billboard 200                                  | 18      |
| US Tastemakers Albums (Billboard)                 | 5       |
| US Top Rock Albums (Billboard)                    | 5       |
| Worldwide Albums (IFPI)                           | 7       |

| Песня                                                                           | Высшая позиция (2009) | Высшая позиция (2009) | Высшая позиция (2009) | Высшая позиция (2009) | Высшая позиция (2009) | Высшая позиция (2009) |
| Песня                                                                           | IRE                   | BE (Wal)              | CAN                   | NL                    | UK                    | US                    |
| ------------------------------------------------------------------------------- | --------------------- | --------------------- | --------------------- | --------------------- | --------------------- | --------------------- |
| «Get on Your Boots»                                                             | 1                     | 13                    | 3                     | 5                     | 12                    | 37                    |
| «Magnificent»                                                                   | 5                     | 14                    | 9                     | 6                     | 42                    | 79                    |
| «I’ll Go Crazy If I Don’t Go Crazy Tonight»                                     | 7                     | 18                    | 5                     | 14                    | 32                    | -                     |
| «Moment of Surrender»                                                           | -                     | 35                    | -                     | -                     | -                     | -                     |
| «No Line on the Horizon»                                                        | -                     | 38                    | -                     | -                     | -                     | -                     |
| «-» denotes a release that did not chart or was not released in that territory. |                       |                       |                       |                       |                       |                       |

## Сертификации
| Регион | Сертификация  | Продажи    |
| --- | ------------- | ---------- |
| Аргентина (CAPIF) | Золотой       | 20 000^    |
| Австралия (ARIA) | Платиновый    | 70 000^    |
| Бельгия (BEA) | Платиновый    | 30 000*    |
| Бразилия (ABPD) | Платиновый    | 60 000*    |
| Канада (Music Canada) | 2× Платиновый | 160 000^   |
| Дания (IFPI Danmark) | 2× Платиновый | 60 000^    |
| Финляндия (Musiikkituottajat)                                                                                            | Золотой       | 17,019     |
| Франция | —             | 63,000     |
| ССАГПЗ (IFPI Middle East)                                                                                                | Золотой       | 3000*      |
| Германия (BVMI) | Платиновый    | 200 000^   |
| Греция (IFPI Greece) | Платиновый    | 15 000^    |
| Венгрия (Mahasz) | Платиновый    | 6000^      |
| Ирландия (IRMA) | 4× Платиновый | 60 000^    |
| Италия (FIMI) | 3× Платиновый | 210 000*   |
| Япония (RIAJ) | Золотой       | 100 000^   |
| Мексика (AMPROFON) | Золотой       | 40 000^    |
| Нидерланды (NVPI) | 2× Платиновый | 120 000^   |
| Новая Зеландия (RMNZ) | Платиновый    | 15 000^    |
| Португалия (AFP) | Платиновый    | 20 000^    |
| Romania (UFPR) | Платиновый    |            |
| Россия (NFPF) | Платиновый    | 20 000*    |
| Испания (PROMUSICAE) | Платиновый    | 80 000^    |
| Швеция (GLF) | Платиновый    | 40 000^    |
| Швейцария (IFPI Switzerland)                                                                                             | Платиновый    | 30 000^    |
| Великобритания (BPI) | Платиновый    | 300 000^   |
| США (RIAA) | Платиновый    | 1,200,000  |
| Итого |               |            |
| Европа (IFPI) | Платиновый    | 1 000 000* |
| * Данные о продажах приведены только на основе сертификации. ^ Данные о тиражах приведены только на основе сертификации. |               |            |

## Участники записи
U2
- Боно — вокал, гитара;
- Эдж — гитара, бэк-вокал, пианино;
- Адам Клейтон — бас-гитара;
- Ларри Маллен-мл. — ударные, перкуссия;

приглашённые музыканты
- Брайан Ино — ритм-луп, синтезаторы, программинг, вокал;
- Даниель Лануа — гитара, вокал;
- Терри Лоулесс — пианино, клавишные;
- Will.i.am — клавишные и вокал в песне I’ll Go Crazy If I Don’t Go Crazy Tonight;
- Кэролин Дэйл — виолончель;
- Ричард Уоткинс — валторна;
- Кэти Томсон — скрипка;
- Сэм О’Салливэн — перкуссия (6);
- Луис Уоткинс — дискант.